# La Caridad (Tacoronte)
La Caridad es una entidad de población perteneciente al municipio de Tacoronte, en la isla de Tenerife —Canarias, España—.

## Toponimia
El barrio toma su nombre de la ermita dedicada a la virgen de la Caridad que se construyó en la zona en torno a la segunda mitad del siglo xvii.

## Geografía
Se encuentra en la zona media de Tacoronte, a casi cinco kilómetros del centro municipal y a una altitud media de 558 m s. n. m. En su paisaje destacan las elevaciones de montaña de la Atalaya y montaña de la Caldera, ambos conos volcánicos del tipo estromboliano.
La Caridad es un núcleo agrícola, con terrenos dedicados mayoritariamente a la viña y al cultivo de cítricos.
Cuenta con varios parques infantiles y plazas públicas, instalaciones deportivas, el centro cultural Edmundo Gil Rodríguez, la asociación de mayores de La Caridad «Vistas al Teide», la ermita de nuestra señora de la Caridad y la casa rural Los Viñedos, así como con comercios, bares y restaurantes.

## Demografía
| Año        | 2000  | 2005  | 2010  | 2015  | 2020  |
| ---------- | ----- | ----- | ----- | ----- | ----- |
| Habitantes | 1 277 | 1 319 | 1 550 | 1 737 | 1 727 |

## Comunicaciones
Se llega al barrio principalmente a través de la carretera general del Norte TF-152 y de la calle de La Caridad.

### Transporte público
En autobús —guagua— queda conectado mediante las siguientes líneas de TITSA: 
| Línea | Trayecto                                                    | Recorrido     |
| ----- | ----------------------------------------------------------- | ------------- |
| 012   | La Laguna - El Sauzal (por zona centro de Tacoronte)        | Horario/Línea |
| 051   | Circular La Laguna - Tejina - Tacoronte - La Laguna         | Horario/Línea |
| 057   | Circular La Laguna - Tejina - Tacoronte - La Laguna         | Horario/Línea |
| 101   | Santa Cruz - Puerto de la Cruz (por carretera general)      | Horario/Línea |
| 102   | Santa Cruz - Aeropuerto Norte - Puerto de la Cruz (express) | Horario/Línea |

## Lugares de interés
- Asociación de Mayores de La Caridad «Vistas al Teide»
- Casa Rural Los Viñedos
- Ermita de Nuestra Señora de la Caridad (siglo xvii)